# Juan Alderete
Juan (John) Peter Alderete, född 5 september 1963 i Los Angeles, är en amerikansk basist känd från banden Mars Volta och Racer X. Han har också medverkat på några av Omar Rodriguez-Lopez soloskivor och är sen 2008 med i El Grupo Nuevo De Omar Rodriguez-Lopez.

## Diskografi (urval)
Med Racer X
- Street Lethal (1986)
- Second Heat (1988)
- Extreme Volume Live (1988)
- Extreme Volume II Live (1992)
- Technical Difficulties (2000)
- Superheroes (2000)
- Snowball of Doom (2002)
- Getting Heavier (2002)
- Snowball of Doom 2 (2002)

Med Big Sir
- Big Sir (2000)
- Now That's What I Call Big Sir (2001)
- Und Die Scheiße Ändert Sich Immer (2006)
- Before Gardens After Gardens (2012)
- Digital Gardens (2014)

Med The Mars Volta
- Live (2003)
- Frances the Mute (2005)
- Scabdates (2005)
- Amputechture (2006)
- The Bedlam in Goliath (2008)
- Octahedron (2009)
- Noctourniquet (2012)